# 조양은
조양은(曺洋銀, 1950년 1월 18일~)은 대한민국의 조직 폭력배 양은이파 두목이다. 광주광역시 출신이다.
1970년대 폭력 조직 "양은이파"를 조직하여, "범서방파", "OB파"와 서울에서 활동하였다. 1980년 구속되어 15년형을 선고받고 1995년에 만기 출소하였다. 출소 후 신앙인으로 거듭나겠다고 선언하며 개신교(장로회) 목사(현재 목회자 직적 박탈)로 활동하였으나 1996년과 2001년에 다시 구속되었다. 2004년부터 2007년까지 음식점을 운영하다 폐업하였다.

## 생애
광주광역시 출신으로, 10대 후반부터 폭력 조직에서 활동해 왔고, 18세 때 '화신 8인조'라는 폭력 조직을 결성해 서울로 상경했다. 이후 자신의 이름을 딴 폭력조직 '양은이파'를 이끌며 범서방파의 김태촌, OB파의 이동재 등과 어깨를 나란히 했지만 평생에 걸쳐 수차례 교도소 수감과 출소를 반복하였다.
조양은은 2004년 2월 5일에 경기도 군포시 당정동 소재의 한세대학교 총회신학대학원의 석사학위 수여식에서 석사학위를 수여받았다.
2007년 의사를 통하여 외제 승용차를 구입하려다가 의사에게 사기를 당한 것이 화제가 되었다.
2014년 12월 19일 서울중앙지법 형사합의26부는 특정경제 가중처벌 등에 관한 법률상 사기 혐의로 기소된 조양은에 대해 징역 3년6월을 선고했다.

## 범죄 이력
- 1975년 1월 2일 서울 명동에 있는, 사보이호텔 기습사건을 일으켰다.
- 1976년 4월 서울 태평로에 있는, 아시아호텔에서 김태촌의 '범서방파' 와 조양은의 '양은이파' 이 두 조직이 집단 난투극을 벌였다.
- 1977년 10월 4일 광주광역시를 찾은 조양은은, 상대파인 'OB파' 조직의 일원인 'K' 씨와 광주관광호텔로 가게 된다. (사실 상, OB파 조직원 'K' 씨가 양은이파 두목 조양은을 끌고갔다.) 결국, 조양은은 반대 조직파의 신고를 받고 출동한 경찰에 의해 검거되었고 경찰은, 사건을 서울중앙지방검찰청 강력부로 직보했으며 현재는 경기도 의왕시 소재의 서울구치소로 조양은을 압송하기에 이르렀다.
- 1978년 6월 현재의 경기도 의왕시 소재 서울구치소 출소.
- 1978년 11월 10일 조양은은, 출소한 후 서울, 광주, 대전, 순천 등 각 지방지역의 조직을 규합. 전국적 규모의 조직인 '양은이파'를 발족시켰다고 검찰이 설명하였다.
- 1980년 2월 9일 서울중앙지방검찰청 강력부는, 당시 '양은이파' 의 두목 '조양은'을 검거하게 됐다. 이후, 수도경비사령부를 거쳐 육군본부로 끌려가게 된다.
- 1981년 7월 10일 대전광역시 소재의 대전교도소에서 경상남도 김해시 소재인 김해교도소로 이감.
- 1984년 8월 10일 충청남도 공주시 소재 공주교도소 이감.
- 1988년 9월 14일 서울의 한 식당에서 양은이파와 서방파가 함께, 'OB파' 의 두목 '이동재'를 급습하여, OB파의 두목 이동재의 아킬레스건을 절단한 사건이 있었다. 이 사건이 있은 후, 이동재는 미국으로 출국. 조직폭력배 생활을 포기하였다. (은퇴하였다.)
- 1989년 8월 전라남도 순천시 소재 순천교도소 이감.
- 1990년 날짜불명 전라남도 순천시 소재 순천교도소 난동사건 주도자
- 1990년 날짜불명 대전광역시 소재의 대전교도소로 이감됨. (사유 : 순천교도소 난동사건으로 인한 이감.) 1년 4개월 9일동안 독방에 수감되었다.
- 1995년 3월 15일 대구광역시 소재 대구교도소 출소. (특별관리대상 1호)
- 1995년 4월 조양은은, 중국의 히로뽕 밀매조직인 '위해파' 의 부탁을 받고 10kg대의 히로뽕 (100억원대)을 국내에 반입을 시도하려다 실패했다.
- 1996년 8월 25일 서울중앙지방검찰청 강력부 (서영제 부장검사)는 조양은을 사기죄, 폭력행위 등 처벌에 관한 법률위반으로 구속했다. 구속한 사유는, 증기탕 (터키탕) 업소를 임대받게 해주겠다며 1억여원을 받아 가로챈 혐의이다.
- 1996년 9월 29일~9월 30일 서울중앙지방검찰청 강력부는, 기소된 조양은에게 살인미수 혐의를 추가하고 보호감호를 청구하기로 했다.
- 1997년 6월 9일 서울중앙지방검찰청 강력부 (서영제 부장검사)는 조양은이 시온그룹의 창업자이자, 천부교 교주인 박태선씨 가족의 재산 분쟁에 개입, 부하 조직원에게 박태선씨의 3남 '윤명' 씨를 살해하라고 지시한 사실을 밝혀내고 조양은을 살인미수 혐의로 추가 기소했다.
- 1997년 7월 24일 서울중앙지방검찰청 강력부 (남기춘 검사)는 살인미수 혐의 등으로 구속된 조양은에게 사형을 구형했다. 서울중앙지방법원 형사합의23부 (재판장 최세모 부장판사) 심리로 열린 공판에서, 검찰은 '피고인 (조양은)은 1995년 3월 출소 이후 신앙 생활에 귀의한 것처럼 가장하면서 각종 이권에 개입하는 등 이중생활을 했다.'라고 밝혔다.
- 1997년 8월 22일~8월 23일 서울중앙지방법원 형사합의23부 (재판장 최세모 부장판사)는 조양은이 교도소에 복역하면서 조직의 배반자를 살해하라고 지시한 혐의 (살인미수죄) 등으로 구속기소된 조양은에 대한 선고공판에서, 특수공무집행방해, 도로교통법위반, 관세법위반 등 혐의를 적용. 징역 2년 6개월을 선고했다. 재판부는 그러나, 기소된 12개의 혐의 중 살인미수 등 5개의 혐의는, '증거가 불충분하다.'라며 무죄를 선고했다.
- 1997년 12월 23일~12월 24일 서울고등법원 형사5부 (재판장 우의형 부장판사)는 항소심을 낸 조양은 피고인에게 폭력행위 등 처벌에 관한 법률위반죄와, 사기죄를 적용. 징역 2년과 추징금 1천 3백 18만 원을 선고했다.
- 1998년 8월 21일~8월 22일 서울고등법원 형사1부 (재판장 김연태 부장판사)는 조양은 피고인에 대한 파기환송심에서 '대법원이 유죄취지로 파기환송한 사문서위조 등 혐의에 대한 유죄가 인정되나, 형량에는 영향이 없다.'라며 원심대로 징역 2년을 선고했다. 이에 따라 1996년 8월 24일에 구속됐던 '조양은' 은 24일에 징역 2년 만기가 끝난다.
- 1998년 8월 27일 조양은은, 이 날 새벽에 서울 영등포구치소에서 징역 2년 만기출소를 하였다.[4]

## 학력
- 한세대학교 총회신학대학원 석사학위

## 경력
- 세경진흥영화사 회장
- 청소년 학원폭력 및 고민상담소 카운슬링

### 연기
- 1996년 영화 《보스》 - 은 역

## 가족
부인 김소영과의 사이에 슬하 1녀(딸 조수빈)가 있다.
- 어머니 - 김수정(1926년생): 개신교인(권사)
- 배우자 - 김소영(1967년생): 동시통역가
- 자녀 - 조수빈(1998년생)

## 같이 보기
- 김태촌
- 백영두
- 백창주
- 조용기
- 조희팔
- 전정길
- 조창조